# La notte delle stelle cadenti
La notte delle stelle cadenti è un romanzo della scrittrice italoamericana Ben Pastor, l’undicesimo nel ciclo dedicato al personaggio ricorrente di Martin Bora, ufficiale dell'esercito tedesco durante la Seconda guerra mondiale.
Tornato a Berlino per motivi di famiglia, Martin Bora si trova coinvolto in una difficile indagine su di un omicidio eccellente e viene a conoscenza dei piani per attentare alla vita del Führer, la cosiddetta  Operazione Valchiria.

## Titolo
Il titolo del romanzo allude alla caducità delle cose, malgrado la quale l’uomo deve comunque continuare a vivere e ad agire. Si veda in proposito la riflessione del protagonista, verso la fine della narrazione:
(pag. 531; traduzione di Luigi Sanvito)

## Incipit
The ink in his fountain pen ran low. The last sentence on his diary page was of a watery blue, and providing that he found the needed supply for sale somewhere, Bora would have to rewrite it to make it legible. Blotting paper was hardly needed; he replaced it as a bookmark and rested the diary on his knees. He felt the airplane bounce through the layer of clouds as it descended.»
L’inchiostro nella penna stava finendo. L’ultima pagina che aveva scritto nel diario era di un celeste acquoso; e se fosse riuscito a trovare l’occorrente, Bora avrebbe dovuto riscriverla per renderla leggibile. La carta assorbente serviva appena; la mise come segnalibro fra le pagine e posò il diario sulle ginocchia. Sentì l’aereo sobbalzare fra gli strati di nuvole mentre scendeva.»
(traduzione di Luigi Sanvito)

## Trama
Estate del 1944. Il tenente colonnello Martin Bora lascia il fronte italiano e raggiunge Berlino per partecipare al funerale dello zio Alfred Johann Reinhardt-Thoma, famoso pediatra caduto in disgrazia dopo il suo rifiuto di partecipare ai programmi eugenetici del Reich. A dispetto della situazione, e malgrado si mormori che l’illustre professore sia stato indotto al suicidio, il regime ha imposto un rispetto di facciata e le esequie sono solenni.
 La licenza straordinaria e il soggiorno a Berlino di Bora avrebbero dovuto durare solo poche ore: inaspettatamente però il colonnello viene convocato con urgenza alla sede della Polizia Criminale e lì il Capo in persona, Arthur Nebe, gli chiede di seguire un’indagine per omicidio che deve essere portata a termine in una sola settimana.
 La vittima è Walter Niemeyer, un famoso veggente, datosi alle consulenze private dopo la fine della sua carriera come illusionista; sulla cresta dell’onda da almeno un ventennio, Niemeyer aveva una clientela altolocata e godeva di grande popolarità; tuttavia è stato ucciso con due colpi di un fucile di grosso calibro nella sua villa di Dalhem, elegante sobborgo berlinese.
Sono già stati individuati alcuni possibili colpevoli, quattro persone che nutrivano rancore nei confronto di Niemeyer, dotate di una certa familiarità con le armi da fuoco: l’impetuosa e passionale Ida Rüdiger, ex amante di Niemeyer, da lui più volte tradita; Berthold Kupinsky, un piccolo delinquente dal passato difficile che lavorava alla villa come tuttofare; Gerd Eppner, un astioso orologiaio la cui moglie è stata una delle tante amanti di Niemeyer; e infine Roland Glantz, editore di buona fama che il veggente ha raggirato, provocandone il fallimento.

Glantz diventa il principale indiziato quando si scopre che possiede un fucile il cui calibro corrisponde all’arma del delitto; un maldestro tentativo di suicidio da parte dell’uomo non fa che rafforzare i sospetti nei suoi confronti. Arrestato e caduto nelle mani della Gestapo l’editore finisce infatti per confessare il delitto. Bora tuttavia non è pienamente convinto della colpevolezza di Glantz e continua dunque ad indagare, con il supporto del viceispettore Florian Grimm, che gli è stato affiancato come autista ed agente di collegamento con la polizia.
 Mentre Berlino continua faticosamente a vivere sotto i bombardamenti e le crescenti difficoltà di una guerra che volge al peggio, Bora scopre la complessa verità che si nasconde dietro l’eliminazione di Niemeyer, il cui omicidio risulta alla fine strettamente legato a quella che passerà alla storia come Operazione Valchiria: il fallito attentato dinamitardo contro il Führer.
 Rispedito sul fronte italiano poco prima che l’attentato venga messo in atto, Martin Bora non può far altro che riprendere la sua posizione di comando e le proprie responsabilità.

## Personaggi
La storia del romanzo mescola personaggi realmente esistiti (piegati alle esigenze narrative dell’autrice), con personaggi immaginari.
- Martin von Bora. Tenente colonnello dell’esercito tedesco ed ex collaboratore dell’Abwehr. 
 La guerra volge al termine e non si profilano tempi facili né per la Germania né per lo stesso Bora. Egli tuttavia non viene mai meno ai propri obblighi, al senso del dovere e a quella dirittura morale che è parte integrante del suo carattere.
 A causa della inaffidabilità politica di cui ormai è ritenuto colpevole, Bora non viene minimamente coinvolto nell’attentato al Führer, del quale viene a conoscenza solo per motivi legati alla sua indagine.

- Nina von Sickingen - von Bora. Madre di Martin: lo ha avuto dal suo primo matrimonio con il famoso direttore d’orchestra Fredrich Von Bora.
 Nata in Inghilterra, è una splendida cinquantenne,  dolce e insieme molto forte. Rimasta vedova in giovane età, ha sposato in seconde nozze il più maturo generale von Sickingen, da cui ha avuto il suo figlio minore Peter, morto sul fronte russo nel 1943.

- Arthur Nebe. Capo della Polizia Criminale (Kripo). Affida a Bora la strana indagine sulla morte di Walter Niemeyer, senza fornirgli troppe spiegazioni. In quell’indagine infatti ha un interesse personale e molto particolare.
 Benché l’autrice inventi i suoi dialoghi e molti dei suoi comportamenti, il personaggio è realmente esistito.

- Florian Grimm. Vice ispettore dell Polizia Criminale; viene affiancato a Bora nel corso dell’indagine, gli fa da autista e gli procura documenti e rapporti.
 Viene da una famiglia povera e da un quartiere disagiato di Berlino; prima di entrare in polizia ha fatto parte delle SA.

- Walter Niemeyer. Noto anche come Sami Mandelbaum e Magnus Magnusson (in varie fasi della sua vita), era un presunto veggente ed un illusionista, in contatto con le alte sfere del potere. 
 È anche la vittima dell’omicidio su cui si trova ad indagare Martin Bora.

- Ida Rüdiger. Parrucchiera con una clientela altolocata; è snob, molto sicura di sé e delle protezioni di cui può godere. Aveva una tempestosa relazione con Niemeyer, ma si concedeva anche numerose scappatelle.
 Ha un marito che serve in Francia ed un figlio che combatte sul fronte russo.

- Berthold Kupinsky (detto Bubi). Giardiniere e uomo di fatica nella casa di Niemeyer a Dahlem. Omosessuale e comunista, è da tempo tenuto sotto osservazione da parte delle autorità.

- Gerd Eppner. Orologiaio, ex tenente della guardia a piedi. Sfollato in casa della cognata, ha una moglie infedele il cui comportamento lo rende rabbioso e pazzo di gelosia. Malgrado sia proibito, detiene in casa almeno un’arma da fuoco.

- Roland Glantz. Un uomo distrutto: la sua casa editrice è praticamente fallita a causa del mancato rispetto del contratto che Walter Niemeyer aveva firmato con lui. Il presunto veggente avrebbe dovuto scrivere una ponderosa ed elegante ‘’Storia del Mito’’, ma alla scadenza prevista risultavano prodotte solo poche e superficiali pagine. L’editore mette in atto un goffo tentativo di suicidio che ottiene l’unico risultato di porlo in cima alla lista dei sospetti.

- Emma Pletsch (detta Emmy). Giovane e graziosa ausiliaria nell’esercito della riserva. L’uomo con cui era fidanzata da circa dieci anni si trova ricoverato in coma nel Sanatorio di Beelitz: ciò la fa soffrire enormemente, anche perché uno dei suoi più grandi desideri sarebbe quello di avere figli.
 Malgrado le oggettive difficoltà, l’incontro con Martin Bora costituirà in qualche modo una svolta nella sua vita.

- Max Kolowrat. Giornalista ed ex corrispondente di guerra. Acuto e sarcastico, è un antico spasimante di Nina Sickingen-Bora. Riuscirà a sposarla qualche anno dopo la fine della guerra, alla morte del secondo marito di lei.

- Gustav Kugler. Ex poliziotto della Polizia Criminale. Rimasto ferito, è andato in pensione ed è diventato un investigatore privato. È di lui che Ida Rüdiger si era servita per spiare Walter Niemeyer e la sua ultima amante.

## Cronologia
Dopo un prologo costituito da un articolo di giornale, datato 9 luglio 1944, l’azione principale del romanzo si estende da lunedì 10 luglio 1944 a lunedì 17 luglio dello stesso anno: la settimana che Martin Bora trascorre a Berlino. Un breve epilogo corrisponde invece al suo ritorno in Italia, il 20 luglio, un giovedì.
La cronologia si evince dalle date poste in esergo ai vari capitoli e alle annotazioni diaristiche del protagonista.
Nell’ambito del ciclo dedicato al personaggio ricorrente di Martin Bora, la storia narrata è precedente rispetto a quella di almeno un altro romanzo già pubblicato: cronologicamente, “La notte delle stelle cadenti”, che riguarda una sorta di parentesi nell’attività bellica del protagonista, si colloca dopo Il morto in piazza e prima de La Venere di Salò, due romanzi ambientati durante la campagna italiana.

## Edizioni

### Edizione italiana
- Ben Pastor, La notte delle stelle cadenti, collana “La memoria”, traduzione di Luigi Sanvito, pag. 550 , Sellerio ed., 2018 – ISBN 88-389-3834-2

disponibile anche come e-book, in formato epub.